# Glacera dels Diablerets
La Glacera dels Diablerets (francès: Glacier des Diablerets) és una glacera situada a la cima dels Diablerets (cantó de Vaud) als Alps Bernesos. Cobreix una àrea aproximada d'1 km² i el seu gruix del gel/neu ha perdut uns 2 metres d'alçada per any (2020) a causa del reescalfament climàtic.
La glacera dels Diablerets és sovint confosa amb la glacera propera, molt més gran i popular, de Tsanfleuron.